# Gros (Familienname)
Gros oder Grós ist ein deutscher und französischer Familienname.

## Varianten
- Grohs
- Grose
- Grosmann
- Groß (Gross)

## Namensträger
- Ana Gros (* 1991), slowenische Handballspielerin
- André Gros (1908–2003), französischer Diplomat und Rechtswissenschaftler
- Antoine-Jean Gros (1771–1835), französischer Maler
- Baptiste Gros (* 1990), französischer Skilangläufer
- Charles-Marie Gros (1910–1984), französischer Nuklearmediziner
- Christelle Gros (* 1975), französische Biathletin
- Claude Gros de Boze (1680–1753), französischer Altertumsforscher, Bibliophiler, Numismatiker
- Claudius Gros (* 1961), deutscher Physiker
- Daniel Gros (* 1955), deutscher Wirtschaftswissenschaftler und Politologe
- François Gros (Molekularbiologe) (1925–2022), französischer Naturwissenschaftler
- François Gros (Indologe) (1933–2021), französischer Klassischer Philologe
- François Toussaint Gros (1698–1748), französischer Dichter okzitanischer Sprache
- Franz Gros (1833–1905), deutscher Verwaltungsjurist
- Frédéric Gros (* 1965), französischer Philosoph, Autor und Hochschullehrer
- Grégoire Gros (* 1981), Schweizer Schauspieler
- Jacques Gros (Friedrich Jakob Gross; 1858–1922), Architekt des Historismus
- Jean-Baptiste Gros (* 1999), französischer Rugby-Union-Spieler
- Jean-Baptiste Louis Gros (1793–1870), französischer Botschafter
- Jean-Michel Gros (1953–2023), Schweizer Politiker
- Jean-Nicaise Gros (1794–1857), französischer römisch-katholischer Bischof
- Jochen Gros (* 1944), deutscher Designtheoretiker
- Johann Gros (1809–1892), hessischer Jurist, Gutspächter und Politiker
- Jules Gros (Chansontexter), französischer Chansontexter des 19. Jahrhunderts
- Jules Gros (Journalist) (1829–1891), französischer Journalist, Sekretär der Société de géographie, Präsident der Republik Unabhängiges Guyana
- Jules Gros (Politiker) (1838–1919), französischer Politiker und Journalist
- Jules Gros (Linguist) (1890–1992), französischer Linguist, Spezialist der bretonischen Sprache
- Jurij Grós (1931–2019), sorbischer Politiker (SED), MdV, Vorsitzender der Domowina
- Karl Heinrich von Gros (1765–1840), deutscher Jurist und Hochschullehrer
- Léon-Gabriel Gros (1905–1985), französischer Dichter und Literaturkritiker
- Louis Gros (1873–1963), französischer Politiker und Résistant
- Marie-Cécile Gros-Gaudenier (* 1960), französisch-schweizerische Skirennläuferin
- Marius Gros (1982), deutscher Wirtschaftswissenschaftler
- Marlies Kohnle-Gros (* 1956), deutsche Politikerin (CDU), MdL
- Mathilde Gros (* 1999), französische Radsportlerin
- Mireille Gros (* 1954), schweizerische Künstlerin
- Océane Avocat Gros (* 1997), französische Skispringerin
- Oskar Gros (1877–1947), deutscher Pharmakologe
- Paul Gros, französischer Autorennfahrer
- Piero Gros (* 1954), italienischer Skirennläufer
- Pierre Gros (* 1939), französischer Latinist und Klassischer Archäologe
- Piet Gros (* 1962), niederländischer Chemiker und Kristallograph
- Tatjana Gros (1948–2016), jugoslawische Sängerin
- Walter Talmon-Gros (1911–1973), Schauspieler
- Wilhelm Gros (1892–1917), deutscher Fußballspieler